# Eudemopsis
Eudemopsis is een geslacht van vlinders van de familie bladrollers (Tortricidae), uit de onderfamilie Olethreutinae.

## Soorten
- E. albopunctata Liu & Bai, 1982
- E. brevis Liu & Bai, 1982
- E. flexis Liu & Bai, 1982
- E. heteroclita Liu & Bai, 1982
- E. kirishimensis Kawabe, 1974
- E. polytrichia Liu & Bai, 1985
- E. pompholycias (Meyrick, 1935)
- E. purpurissatana (Kennel, 1901)
- E. ramiformis Liu & Bai, 1982
- E. tokui Kawabe, 1974
- E. toshimai Kawabe, 1974